# Vincenzo di Digne
Vincenzo di Digne (Nordafrica, ... – 394) è venerato come santo dalla Chiesa cattolica.

## Biografia
Nato nel Nord Africa, arrivò a Roma insieme a san Marcellino e san Donnino nel 313 per partecipare al sinodo sul donatismo. Dopo aver ricevuto da papa Milziade la missione di andare a Nizza, al concilio ad Arles nel 314, predicarono il Vangelo agli abitanti del versante italiano delle Alpi e a Vercelli, dove si separarono.
Insieme con san Donnino, decise di andare a predicare sulle Alpi, evangelizzando i territori della Provenza. A Digne-les-Bains fondarono una diocesi di cui Vincenzo fu il secondo vescovo dopo Donnino dal 380 al 394.

## Culto
Il culto di san Vincenzo è locale. Il suo culto è stato confermato dalla Chiesa cattolica romana e si celebra il 22 gennaio.